# Patrick Poivre d’Arvor

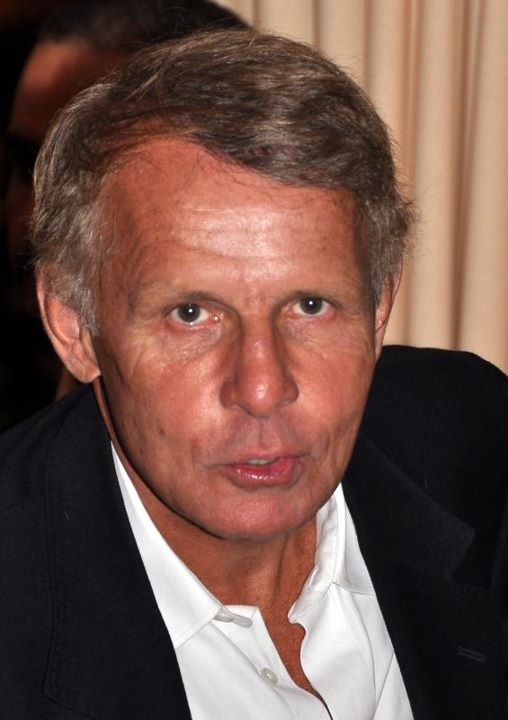
Patrick Poivre d’Arvor bei der Vorpremiere des Films Der Gott des Gemetzels, 2011

Patrick Poivre d’Arvor (* 20. September 1947 in Reims) ist ein französischer Journalist, Autor und Fernsehmoderator. Von 1987 bis 2008 präsentierte er die 20-Uhr-Nachrichten auf TF1.

## Leben
Nach seiner Schulzeit in Reims studierte Poivre d’Arvor am Institut d’études politiques de Paris (Sciences Po) sowie Russisch, Polnisch und Serbokroatisch am Institut national des langues et civilisations orientales (INALCO). Während des Studiums war er bei der Jugendorganisation der konservativ-liberalen Républicains indépendants von Valéry Giscard d’Estaing aktiv. Nach seinem Abschluss an Sciences Po absolvierte er die renommierte Journalistenschule Centre de formation des journalistes (CFJ). 
1971 erhielt er seine erste Anstellung als Journalist im Hörfunkprogramm France Inter. 1974 wechselte er zum öffentlich-rechtlichen Fernsehsender France 2. Von 1975 bis 1983 war er dort als Nachrichtensprecher und Fernsehmoderator tätig. Es folgten ein Jahr der Auszeit vom Fernsehen, in dem er Zeitungsartikel schrieb, und jeweils kurze Anstellung beim neugegründeten Bezahlfernsehsender Canal+ (1984–85) sowie beim Radiosender Radio Monte Carlo (RMC).

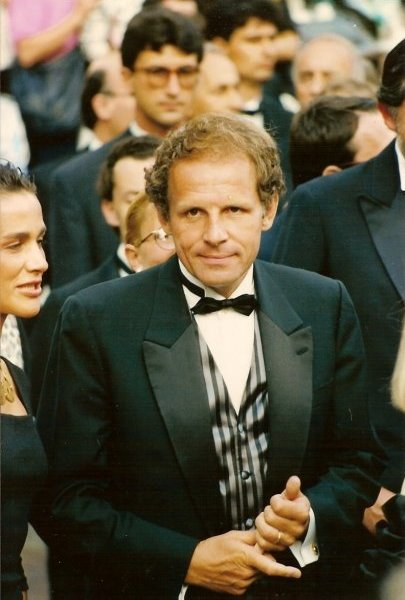
Patrick Poivre d’Arvor bei den Internationalen Filmfestspielen von Cannes 1990

Poivre d’Arvor wechselte 1986 zum Fernsehsender Télévision Française 1 (TF1), den die konservative Regierung Jacques Chiracs im selben Jahr privatisiert hatte. Dort moderierte er ab August 1987 die Montags- bis Donnerstagsausgaben der Abendnachrichten Journal de 20 heures, der meistgesehenen täglichen Nachrichtensendung in Frankreich. Während des Golfkriegs Anfang 1991, am 11. September 2001 sowie während des Streiks bei der öffentlich-rechtlichen Konkurrenz von France Télévisions 2002 verzeichnete seine Sendung Rekord-Einschaltquoten. Poivre d’Arvor moderierte im Wechsel mit der Journalistin Claire Chazal, die an den Wochenendabenden von Freitag bis Sonntag auftrat. 2008 wurde Poivre d'Arvor als Nachrichtensprecher des Journal de 20 heures gekündigt. Seine Nachfolgerin wurde die französische Journalistin Laurence Ferrari.
Poivre d’Arvor war von 1971 bis zur Scheidung 2010 mit der Lehrerin Véronique Courcoux verheiratet. Das Paar bekam einen Sohn und fünf Töchter, von denen jedoch zwei bei der Geburt bzw. im Säuglingsalter starben. Aufgrund der Anorexia nervosa seiner Tochter Solenn und ihres Suizids im Alter von 19 Jahren im Jahr 1995 engagiert sich Poivre d'Arvor als Autor und Journalist zu diesem Thema. Er gründete 2004 eine Hilfseinrichtung für Jugendliche namens Maison de Solenn. Ein weiterer Sohn ging 1995 aus einer außerehelichen Beziehung mit seiner Kollegin Claire Chazal hervor. Anfang der 2000er Jahre war Poivre d’Arvor mit der Schriftstellerin Claire Castillon liiert.
Seit 2007 ist er UNICEF-Botschafter für die frankophonen Staaten.

### Vorwürfe sexueller Gewalt
2021 warfen acht Frauen Poivre d’Arvor Akte sexueller Gewalt vor, die sich zwischen 1993 und 2008 ereignet haben sollen und damit zum Zeitpunkt des Vorwurfs bereits größtenteils verjährt waren.
2022 warfen ihm mehrere Dutzend Frauen sexuelle Belästigung und zum Teil Vergewaltigung vor. Eine Journalistin, Hélène Devynck, schilderte ihre Erlebnisse, die 30 Jahre zurückliegen sollen, in einem Buch.

## Werke (Auswahl)
- Les enfants de l'aube, 1982 J.-C. Lattès, ISBN 2-7096-0148-6, später adaptiert von Cyril Descours
- Les Femmes de ma vie, 1988 France Loisirs
- L'homme d'image, 1992 Flammarion, ISBN 2-08-066802-1
- Lettres à l'absente, 1993 Albin Michel
- Les loups et la bergerie, 1994 Albin Michel, ISBN 2-226-06987-9
- Elle n'était pas d'ici, 1995 Albin Michel, ISBN 2-226-07846-0
- Un Héros de passage, 1996 Albin Michel, ISBN 2-226-08563-7
- Une trahison amoureuse, 1997 Albin Michel, ISBN 2-226-09356-7
- Lettre ouverte aux violeurs de vie privée, 1997 Albin Michel, ISBN 2-226-09204-8
- La Fin du monde, 1998 Albin Michel, ISBN 2-226-10009-1
- Petit Homme, 1999 Albin Michel, ISBN 2-226-10658-8
- L'Irrésolu, 2000 Albin Michel, ISBN 2-226-11670-2, Gewinner des Prix Interallié 2001
- Les rats de garde (gemeinsam mit Eric Zemmour), 2000 Stock, ISBN 2-234-05217-3
- Le Roman de Virginie, 2001 J'ai lu, ISBN 2-277-22080-9
- Un enfant, 2001 Albin Michel, ISBN 2-226-12608-2
- La Traversée du miroir, 2002 Balland, ISBN 2-7158-1416-X
- J'ai aimé une reine, 2003 Editions Fayard, ISBN 2-213-61562-4
- Courriers de nuit: La Légende de Mermoz et de Saint-Exupéry (gemeinsam mit Olivier Poivre d'Arvor), 2003 Place des Victoires, ISBN 2-84459-045-4
- La mort de Don Juan, 2004 Albin Michel, ISBN 2-226-15400-0
- Frères et soeur, 2004 Balland, ISBN 2-7158-1482-8
- Les plus beaux poèmes d'amour – Anthologie, 2004 Albin Michel, ISBN 2-226-07996-3
- Chasseurs de trésors et autres flibustiers (gemeinsam mit Olivier Poivre d'Arvor), 2005 Place Des Victoires Eds, ISBN 2-84459-110-8
- Pirates et corsaires (gemeinsam mit Olivier Poivre d'Arvor), 2005 Place des Victoires, ISBN 2-84459-075-6
- Coureurs des mers (gemeinsam mit Olivier Poivre d'Arvor), 2005 Place des Victoires, ISBN 2-84459-058-6
- Disparaître (gemeinsam mit Olivier Poivre d'Arvor), 2006 Gallimard, ISBN 2-07-077966-1
- Rêveurs des Mers (gemeinsam mit Olivier Poivre d'Arvor), 2007 Place des Victoires, ISBN 978-2-253-11545-8
- Âge d'or du voyage en train, 2006 Éditions du Chêne/Hachette, englische Übersetzung, 2007: First Class – Legendary Train Journeys Around the World, 2007 Vendôme Press, ISBN 978-0-86565-188-3